# Липницкий, Теодор Михайлович
Теодор Михайлович (Тевель Мейлахович) Липницкий (11 августа 1895 — 12 июля 1967) — советский врач-гомеопат.

## Биография
Он был младшим, восемнадцатым ребёнком в глубоко религиозной иудейской семье портного Мейлаха Шмульевича Липницкого и Ривы Нотовны Липницкой, урожд. Подземской.  В 1914 году окончил с отличием Смоленскую, его Императорского Величества Александра I Благословеннаго, Гимназию. В 1919 году окончил с отличием медицинский факультет МГУ. После окончания Московского университета работал судебным врачом Мосздравотдела, в 1928 году стал старшим судебно-медицинским экспертом.
В корне его судьбу изменила встреча с Дмитрием Петровичем Соколовым (1872—1932), основателем и первым председателем Всероссийского общества врачей-гомеопатов (ВОВГ), по делу которого надо было дать медицинское заключение о правомерности гомеопатического лечения. Теодор Михайлович не только глубоко разобрался в сути гомеопатического лечения, проводимого Д. П. Соколовым, подтвердив правильность его назначений, но и увлекся гомеопатией. Он был одним из первых врачей, которых приняли на работу в открывшуюся в 1935 г. гомеопатическую поликлинику Российского Красного Креста.
В 1935 г. ВОВГ была издана книга Т. М. Липницкого «Основные проблемы гомеопатии», первая теоретическая работа по гомеопатии советского периода, ставшая на более чем 30-летний период основным пособием для изучения гомеопатии в России. В 1964 г. Московским научно-медицинским обществом врачей-гомеопатов было выпущено 2-е издание книги, исправленное и дополненное новыми данными из биофизики и биохимии и новой главой — Приложением с примерами гомеопатического лечения. В предисловии Теодор Михайлович так определил смысл и значение труда всей своей жизни: « Данная работа имеет целью, с одной стороны, ознакомить врачей, желающих изучить гомеопатию, с основными теоретическими принципами этой науки и, с другой стороны, доказать важность для всей медицины вообще изучения таких проблем, выдвигаемых гомеопатией, как принцип подобия, принцип малых доз и принцип изучения действия лекарств на здоровом человеке».
В семье Липницких многие ее члены стали врачами и работали в области гомеопатии.
С 1962 года преподавал на курсах при Московском научно-медицинском обществе врачей-гомеопатов, читал лекции по основным проблемам гомеопатии.  В 1962 году Т.М. Липницкий был зачислен на работу в Московскую областную гомеопатическую поликлинику № 4 Мосгорздрава как врач-консультант с почасовой оплатой. Там же врачом-терапевтом в 1938–1956 гг. работала его сестра — Софья Михайловна Липницкая (ум. 1968). В Московской областной гомеопатической поликлинике, затем в Московском гомеопатическом центре (МГЦ) работали его племянники: сын сестры Марии Михайловны — Эдуард Матвеевич Гинзбург,  врач-уролог, кандидат медицинских наук, член Исполкома Российского гомеопатического общества, заместитель главного редактора журнала «Гомеопатический ежегодник», дочь брата Григория Михайловича — Бронислава Григорьевна Липницкая, врач-гинеколог, внучка брата — Элеонора Робертовна Липницкая, врач-терапевт .
У Т.М. Липницкого была крупная коллекция живописи, собирать которую он начал в 30-е годы.

## Семья
- Жена — Анна Эммануиловна Липницкая (в девичестве Фельман, 1895—1976). Похоронена вместе с мужем в семейном захоронении семьи Липницких на Востряковском кладбище.
  - Сын — Давид Липницкий (1921—1994), врач-гомеопат. 1-й брак — Инга Дмитриевна Варламова-Окуневская, дочь Т.Окуневской. 2-й брак — Наталья Анатольевна Рощина.
    - Внуки — Александр Липницкий и Владимир Липницкий (1954—1985)

## Список основных публикаций
Основные проблема гомеопатии. — М.: ВОВГ, 1935.— 168 с.
Гомеопатия. Основные проблемы гомеопатии. — М., 2-е издание, исправленное и дополненное, 1964. — 254 с.